# Genea australis
Genea australis är en tvåvingeart som beskrevs av Townsend 1929. Genea australis ingår i släktet Genea och familjen parasitflugor. Inga underarter finns listade i Catalogue of Life.